# Marie Pervenche
Marie Pervenche est une série télévisée française de 22 épisodes de 56 à 80 minutes chacun, créée par Paul Andréota et diffusée entre le 22 mars 1984 et le 7 août 1991 sur TF1.
La chaîne rediffuse les deux premières saisons à partir du 24 novembre 1995 puis France 3 la troisième à partir du 1er septembre 1997.

## Synopsis
Marie Lorieux (incarnée par Danièle Évenou), contractuelle à la Préfecture de police de Paris, est lassée de distribuer des contraventions. En arpentant les rues de la capitale, elle se retrouve mêlée à des intrigues toutes plus farfelues et rocambolesques les unes que les autres et décide d'agir seule dans ses investigations au grand dam de son chef de service qui ne sait plus comment faire pour la raisonner et de son mari Hervé (Xavier Saint-Macary puis Alain Doutey) inquiet en permanence.

## Distribution

### Acteurs principaux
- Danièle Évenou : Marie Lorieux dite « Marie Pervenche »
- Christian Alers : le commissaire Lavedant
- Xavier Saint-Macary : Hervé Lorieux (12 épisodes, 1983-1986)
- Alain Doutey : Hervé Lorieux (10 épisodes, 1988)
- Sophie Sam : une pervenche (10 épisodes, 1984-1989)

### Acteurs secondaires
- Marie-Pierre de Gérando : le ministre
- Patrick Guillemin : l'inspecteur Martin (8 épisodes, 1987-1991)
- Gérard Majax : Roberto, l'illusionniste (épisode 3)
- Gérard Hernandez : Pignon (épisodes 8 et 22)
- Corinne Touzet : Brigitte Cochet (épisode 9)
- Gérard Klein : Pascal de la Porte (épisode 20)
- Yves Rénier : Mondine (épisode 7)
- Charlotte Julian : Mireille (épisode 4)
- Catherine Jacob : une pervenche (3 épisodes, 1984)
- Claire Magnin : une pervenche / Marguerite (4 épisodes, 1984-1987)
- Jean Vigny : Alexandre Mouton-Sabrac (2 épisodes, 1990-91)
- Clément Michu : Gilard (2 épisodes, 1987-1989)
- Michel Peyrelon : Vincenzini (2 épisodes, 1987-1989)
- Pierre Danny : Chauchard (4 épisodes, 1989-1990)
- Benoît Gourley : Mercier (4 épisodes, 1989-1991)
- François Perrot : Trublime (2 épisodes, 1989
- Jean-Pierre Castaldi : le commissaire Jouin (2 épisodes, 1984-1990)

### Invités
- Dominique Paturel : Kalber (1 épisode, 1991)
- Virginie Pradal : Mme Garcia (1 épisode, 1991)
- Paule Emanuele : Madame de la Porte (1 épisode, 1991)
- Henri Garcin : Largillière (1 épisode, 1989)
- Claude Nicot : Gaston de Triolles (1 épisode, 1991)
- Yann Collette : le deuxième tueur (1 épisode, 1991)
- Vania Vilers : Steve (1 épisode, 1991)
- Tsilla Chelton : Mme Dubois-Joubert ( épisode Faussaires et fossoyeurs, 1990)
- Jean Pierre Kalfon : Van Rijke (1 épisode, 1989)
- Henri Courseaux : Général Despeck (1 épisode, 1991)
- Luc Florian : Khominal (1 épisode, 1989)
- Jean Barney : M. Louis (1 épisode, 1991)
- Roger Carel : M. Galibier (1 épisode, 1990)
- Geneviève Fontanel : Mme Galibier (1 épisode, 1990)
- Claude Mann : Le professeur Vincent (1 épisode, 1990)
- Gérard Loussine : Frankie (1 épisode, 1984)
- Xavier Letourneur : Carlito (1 épisode, 1990)
- Jacques Dufilho : Halsey (1 épisode, 1991)
- Christian Watton : le député (1 épisode, 1991)
- Tristan Calvez : l'enfant (1 épisode, 1984)
- François Chaumette : (1 épisode, 1987)
- Jacques Marin : (1 épisode, 1987)
- Liliane Patrick : Paula Barkoff (1 épisode, 1987)
- Jacques Richard : Fernand (1 épisode, 1990)
- Maurice Chevit : Me Bertillon (1 épisode, 1990)
- Christian Barbier : Brisbal (1 épisode, 1987)
- Philippe Caroit : (1 épisode, 1987)
- Aladin Reibel : (1 épisode, 1987)
- Juliette Faber : Mme Cazeneuve (1 épisode, 1984)
- Jean Négroni : M. Jourdan (1 épisode, 1984)
- Isabelle Mergault : Dany (1 épisode, 1987)
- Catherine Corsini : Victoire (1 épisode, 1987)
- Sophie Grimaldi : l'ambassadrice (1 épisode, 1990)
- François Chaumette : (1 épisode, 1987)
- Michel Crémadès : Barona (1 épisode, 1987)
- Marc Dudicourt : (1 épisode, 1984)
- Hubert de Lapparent : (1 épisode, 1984)
- Marc Cassot : Elliot (1 épisode, 1987)
- Gilles Gaston-Dreyfus : Julien (1 épisode, 1987)
- Jean Périmony : Max (1 épisode, 1987)
- Daniel Colas : Raphaël (1 épisode, 1987)
- Jean-Michel Noirey : Gambier (1 épisode, 1987)
- Philippe Brigaud : Chauveau (1 épisode, 1984)
- Thierry Liagre : (1 épisode, 1987)
- Patrick Paroux : inspecteur P.J (épisode "Le vernis craque" 1986)
- Dorothée Jemma : Françoise  (1 épisode, 1984)
- Robert Deslandes : le docteur Zobel (1 épisode, 1990)
- Lionnel Astier : Bernard (saison 3, épisode 4)
- Henri Labussière
- Georges Beller
- Bernard Pinet
- Jacques Serres
- Dora Doll
- Carole Varenne
- Lise Martin
- Corinne Lahaie
- Céline Duhamel
- Jacques Verlier : le tailleur assassin

## Production

### Développement, attribution des rôles et tournage
Claude Boissol réalise les deux premières saisons, ainsi que la troisième avec Jean Sagols et Serge Korber.
En mars 1988, on apprend la mort de Xavier Saint-Macary, d'une crise cardiaque. Il est remplacé par Alain Doutey.
Le tournage a lieu à Paris. Pour l'épisode L'amnésique est bon enfant est filmé en partie dans une maison de la rue des Rayons à Butry-sur-Oise[réf. nécessaire].

### Musique
La musique de la série est composée par Gérard Stern pour les saisons 1 et 2 et par Alain Goraguer pour la saison 3.
La chanson du générique des deux premières saisons est interprétée par Danièle Évenou, en duo avec Gérard Rinaldi. Celle de la troisième saison « Miss Détective » est interprétée par Danièle Évenou, seule.

### Fiche technique
Sauf indication contraire ou complémentaire, les informations mentionnées dans cette section proviennent du générique de fin de l'œuvre audiovisuelle présentée ici.
- Titre original : Marie Pervenche
- Création : Paul Andréota
- Casting : n/a
- Réalisation : Claude Boissol, Serge Korber et Jean Sagols
- Scénario : Paul Andréota, Christian Watton et Éric Watton
- Musique : Gérard Stern et Alain Goraguer
- Décors : Jacques Bataille, Richard Cunin et Martine Vallée
- Costumes : Jean Bonhour, Emmanuelle Corbeau et Ginette Houdot
- Photographie : Jean-Paul Rabie et Albert Schimel
- Son : Michel Chamard et Dominique Pauvros
- Montage : Christian Martin et Béatrice Valbin
- Production : n/a
- Sociétés de production : TF1 Productions et Technisonor
- Société de distribution : France-Média-International
- Pays d'origine :  France
- Langue originale : français
- Format : couleur
- Genre : comédie policière
- Durée : 56-80 minutes
- Date de première diffusion : France : 22 mars 1984[1]

## Épisodes

### Première saison (1983)
1. Tirez les premiers, messieurs les Martiens
2. La Filière argentine
3. Le Mystère de la malle sanglante
4. Un hérisson dans la tête
5. Une sauterelle dans un magasin de porcelaine
6. Le Secret de mon incroyable réussite

### Deuxième saison (1986)
1. Le jour de gloire n'est pas près d'arriver
2. Salade russe
3. Une tigresse dans le moteur
4. Il faut tout faire soi-même
5. La Dernière Patrouille
6. Le vernis craque

### Troisième saison (1988)
1. Les Travailleurs de la terre
2. La Folle journée du Général Despek
3. L'Étoile filante
4. La Bulle
5. Un ressort diabolique
6. Boomerang
7. L'amnésique est bon enfant
8. La Planche étroite
9. Faussaires et fossoyeurs
10. Le Nabab ventouse